# Lendavske Gorice
Lendavske Gorice este o localitate din comuna Lendava, Slovenia, cu o populație de 586 de locuitori.